# Nycteola nigripunctata
Nycteola nigripunctata är en fjärilsart som beskrevs av Sheldon 1919. Nycteola nigripunctata ingår i släktet Nycteola och familjen trågspinnare. Inga underarter finns listade i Catalogue of Life.